# هوكي الحقل في الألعاب الأولمبية الصيفية 2016 – مسابقة الرجال

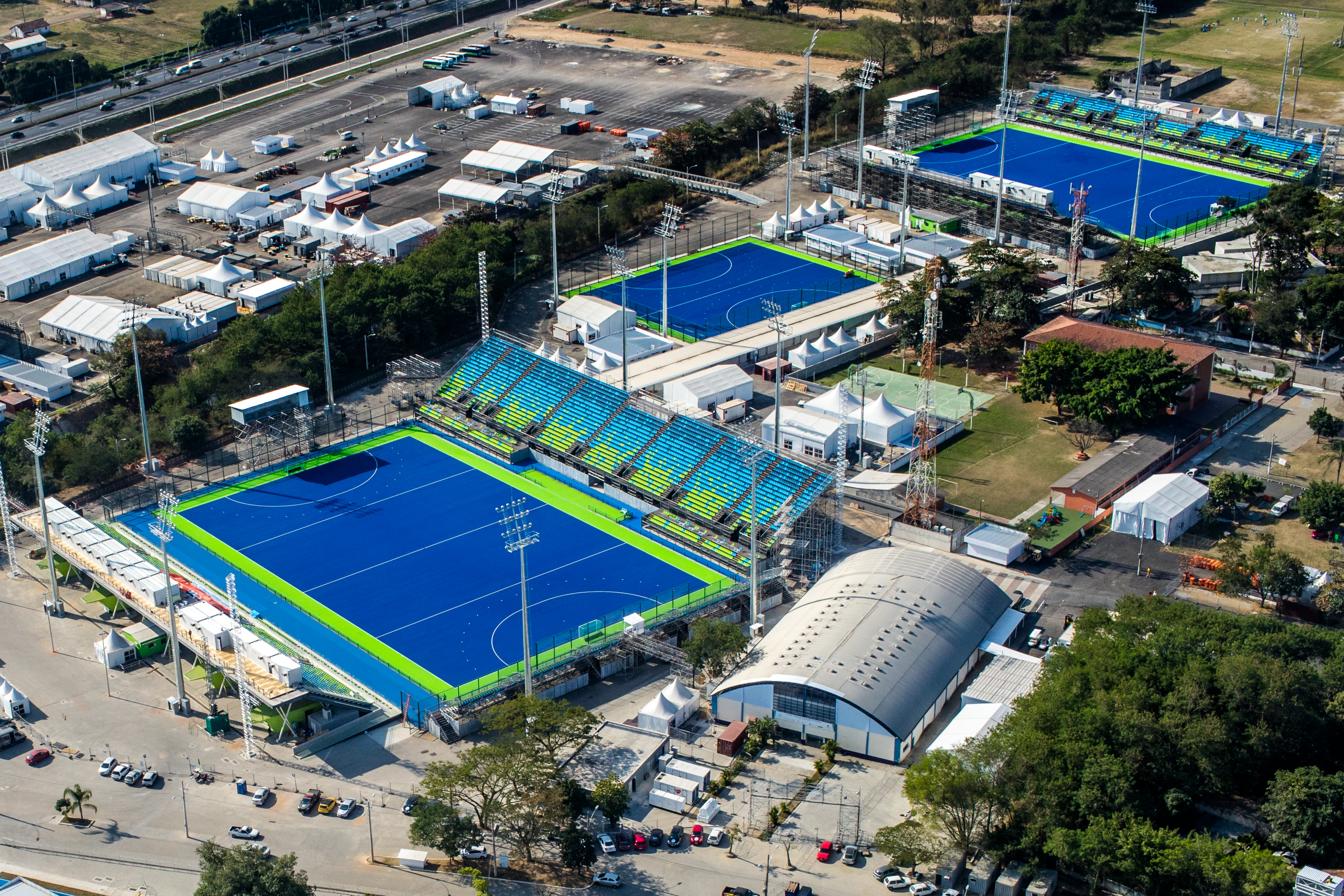

بطولة الهوكي للرجال في دورة الألعاب الأولمبية الصيفية 2016 هي الدورة الثالثة والعشرين لرياضة الهوكي للرجال في دورة الألعاب الاولمبية الصيفية. إستغرقت حوالي ثلاثة عشر يوما إبتداً من 6 أغسطس حتى 18 أغسطس. أقيمت جميع المباريات في المركز الأولمبي للهوكي في ديودورو، ريو دي جانيرو، البرازيل.